# Putranjivaceae
Họ Putranjivaceae bao gồm khoảng 210-217 loài cây gỗ thường xanh, sống tại vùng nhiệt đới (đặc biệt tại châu Phi và Malesia), phân bố trong 3 chi. Các loài trong họ này có lá mọc thành 2 tầng, dai như da, khi còn tươi thì có vị như củ cải hay vị hồ tiêu. Hoa mọc tụ lại thành chùm và thường nhỏ, còn quả là quả hạch chứa 1 hạt với đầu nhụy bền nằm ở cuống quả. Họ này có nguồn gốc tại châu Phi và Malesia.
Hai chi Putranjiva và Drypetes, chứa các loài cây duy nhất nằm ngoài bộ Brassicales hiện đã biết là có chứa các loại tinh dầu mù tạt.

## Phân loại
Họ này trước đây được coi là tông Drypeteae của phân họ Phyllanthoideae trong họ Euphorbiaceae. Khi Phyllanthoideae được tách ra để tạo thành họ mới là Phyllanthaceae thì người ta cũng thấy rằng Drypeteae nên đứng độc lập.

## Các chi
- Drypetes: sang trắng, 200-210 loài. Tại Việt Nam ghi nhận sự có mặt của 8 loài.
- Putranjiva: Khoảng 4 loài.
- Sibangea: Khoảng 3 loài. Đôi khi gộp vào chi Drypetes.

## Hình ảnh

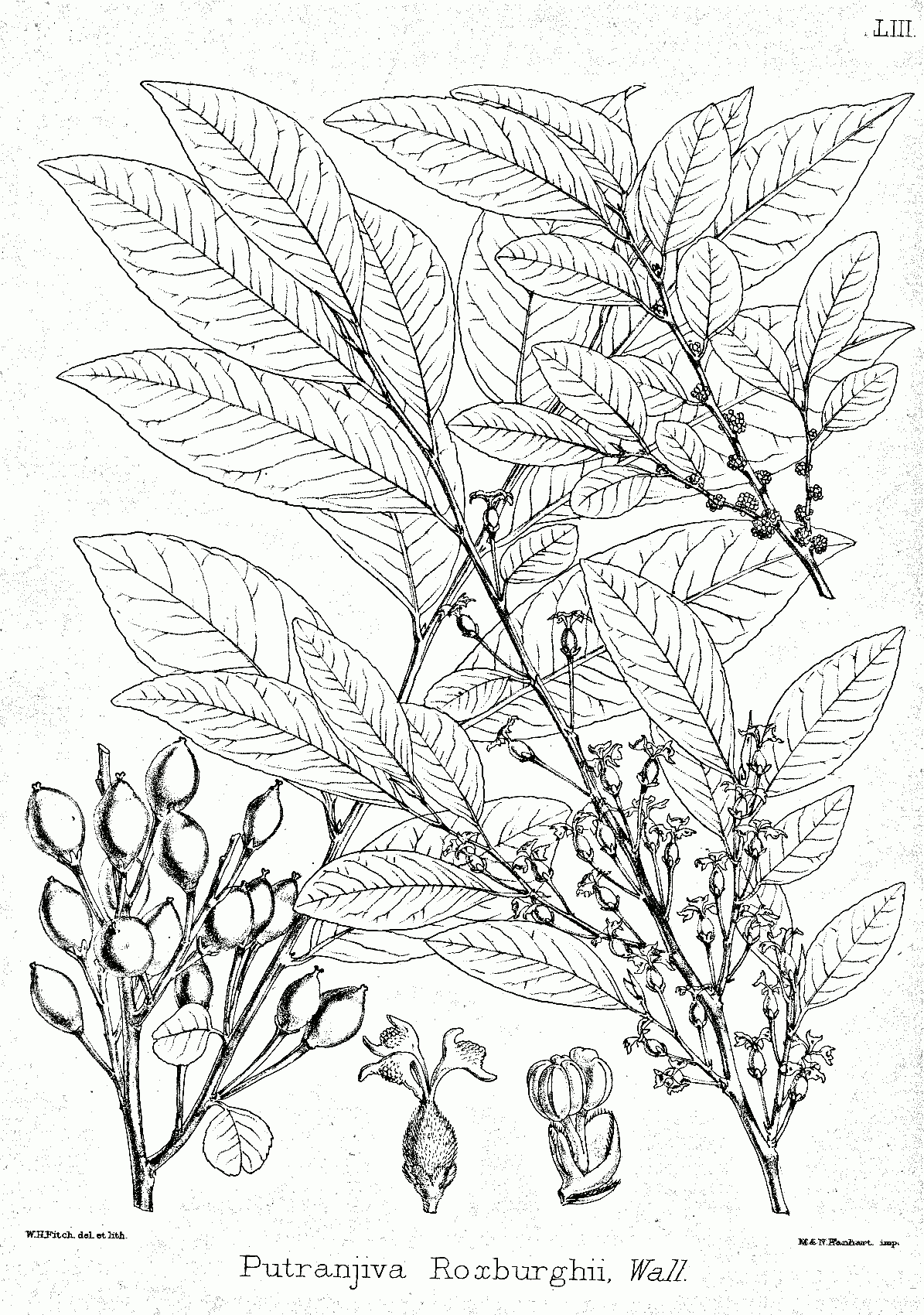
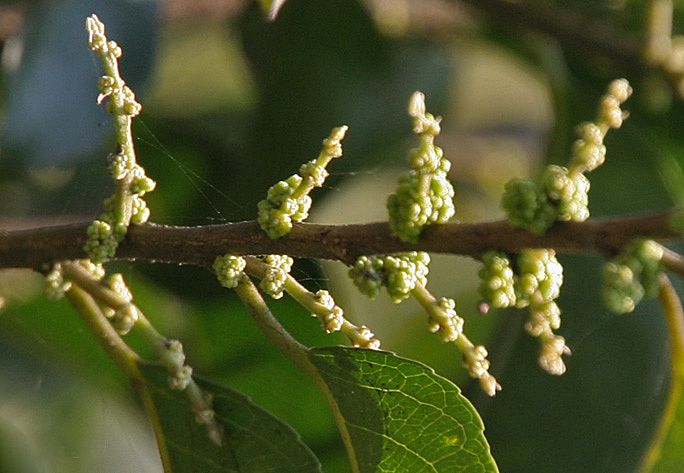
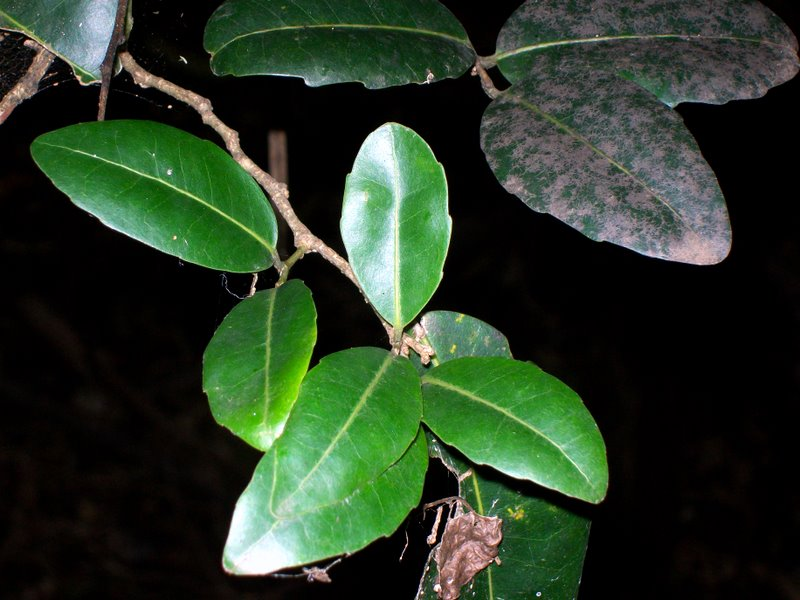